# Бајон сир Жиронд
Бајон сир Жиронда (фр. Bayon-sur-Gironde) насеље је и општина у југозападној Француској у региону Аквитанија, у департману Жиронда која припада префектури Бле.
По подацима из 2011. године у општини је живело 724 становника, а густина насељености је износила 127,02 становника/km². Општина се простире на површини од 5,7 km². Налази се на средњој надморској висини од 47 метара (максималној 82 m, а минималној 0 m).

## Демографија
| 1962. | 1968. | 1975. | 1982. | 1990. | 1999. | 2011. |
| ----- | ----- | ----- | ----- | ----- | ----- | ----- |
| 713   | 759   | 746   | 736   | 747   | 747   | 724   |

График промене броја становника у току последњих година